# Chimalpahin Quauhtlehuanitzin
Chimalpahin Quauhtlehuanitzin (AFI: [tʃiːmaɬˈpaː.in kʷaːwtɬeːwaˈnitsin], "Corre rapidamente com um escudo" e "Águia Ascendente", respectivamente; Amecameca, 1579 — Cidade do México, 1660) foi um historiador e nobre asteca. Seu nome formal era Domingo Francisco de San Antón Muñoz Chimalpain. De ascendência indígena, foi descendente dos senhores de Tenango-Amecameca-Chalco, neto do finado Don Domingo Hernández Ayopochtzin, um descendente de sétima geração do rei fundador do regime. Chimalpahin era erudito e estimado, especialmente por sua educação e suas habilidades de manutenção de registros na antiga tradição.
Aos 15 anos de idade ingressou no colégio franciscano de Santiago Tlatelolco na Cidade do México, onde recebeu o nome San Antón, junto com uma educação tipicamente espanhola. Foi bem educado no colégio, principalmente no que diz respeito à geografia e história locais.
Ele escreveu sobre o mundo nauatle, mas infelizmente a maioria de seus escritos foram perdidos. Sua obra mais importante que sobreviveu até hoje é sua Relaciones ou Anales. Esta obra em nauatle foi compilada no início do século XVII, e baseia-se nos testemunhos de indígenas. Ela cobre os anos de 1589 a 1615. Ela também trata de eventos anteriores à conquista, listando reis e senhores indígenas, além de vice-reis espanhóis, arcebispos do México e inquisidores. Chimalpahin documentou a visita em 1610 e 1614 das delegações japonesas ao México (lideradas por Tanaka Shosuke e Hasekura Tsunenaga, respectivamente). Ele registrou uma luta em que um samurai japonês apunhalou um soldado espanhol em Acapulco no ano de 1614.
Chimalpahin também escreveu Diferentes historias originales (também conhecida como Relaciones originales). Esta obra é uma compilação de alegações e evidências da nobreza declaradas por líderes indígenas de Chalco-Amecameca. Foi escrita com o propósito de servir como um guia jurídico para autoridades vice-reais para garantir os privilégios aos membros da nobreza indígena. Existem oito dessas relaciones. Todas contém informações etnográficas, sociais e cronológicas de grande valor para os historiadores.
Seus manuscritos acabaram, com o tempo, por cair nas mãos de Carlos de Sigüenza y Góngora. Para considerações acerca do destino dos documentos após a morte de Sigüenza, ver Lorenzo Boturini Bernaducci.